# Дом Каменнова
Дом Каменнова — двухэтажное здание середины XIX века, расположенное в центре города Таганрога по адресу Итальянский переулок, 27. Объект культурного наследия регионального значения Решение № 301 от 18.11.92 г.

## История
Таганрогский дом Каменнова изначально строился как доходный дом. Построен он был в 1850 году на средства купца A. A. Монети, в конце 1880 года перешел во владение дворянина и помещика Михаила Петровича Каменнова. В истории города Таганрога имя Монети встречается в связи с сопровождением детей-сирот греческих эмигрантов в Петербург и отражении высадки десантного корпуса в ходе Крымской войны, когда был предотвращен пожар в городе. В годы советской власти дом был национализирован.
В этом доме жили поэтесса и переводчица София Яковлевна Парнок, поэт, музыкант, пионер советского джаза, переводчик, танцор, хореограф Валентин Парнах, поэтесса Елизавета Тараховская.
В краеведческих кругах этот дом именуют по последнему владельцу — домом Каменнова. Построен он был в стиле типичного южного классицизма. Одной стороной выходит на Александровскую улицу.
Окна этого двухэтажного здания с подвальными помещениями обрамлены наличниками и замковыми камнями. На втором этаже над окнами выполнены сандрики. Второй этаж выделяется зубчиками по карнизу и филенчатым межэтажным пояском. Имеет входы как со стороны Александровской улицы, так и со стороны двора.
Фасад здания был оштукатурен и имеет двухцветную окраску. Общий фон имел желтую окраску, архитектурные детали были окрашены в белый цвет, что способствовало их выделению. В настоящее время это жилой дом, окрашен в светло зеленый цвет. Находится в удовлетворительном состоянии. Включен в список культурного наследия регионального значения (Решение № 301 от 18.11.92 г.).